# Hale Irwin
Hale S. Irwin (Joplin, 3 giugno 1945) è un golfista statunitense.
È uno dei pochi giocatori della storia ad aver vinto per tre volte lo U.S. Open (1974, 1979 e 1990) ed è stato uno dei migliori giocatori degli anni settanta e ottanta.
Complessivamente in carriera ha vinto 87 tornei.
Ha fatto parte per cinque volte della squadra statunitense di Ryder Cup.
Nel 1992 è stato introdotto nella World Golf Hall of Fame e attualmente disputa i tornei del Champions Tour.